# Kanton Montlhéry
Canton de Montlhéry je francouzský kanton v departementu Essonne v regionu Île-de-France. Vznikl 20. července 1967. Jeho střediskem je město Montlhéry.

## Složení kantonu
| Obec                     | Počet obyvatel (2007) | PSČ   | INSEE       |
| ------------------------ | --------------------- | ----- | ----------- |
| La Ville-du-Bois         | 6 833                 | 91620 | 91 3 20 665 |
| Linas                    | 6 290                 | 91310 | 91 3 20 339 |
| Longpont-sur-Orge        | 6 609                 | 91310 | 91 3 20 347 |
| Marcoussis               | 7 736                 | 91460 | 91 3 20 363 |
| Montlhéry                | 6 455                 | 91310 | 91 3 20 425 |
| Nozay                    | 4 723                 | 91620 | 91 3 20 458 |
| Saint-Jean-de-Beauregard | 275                   | 91940 | 91 3 20 560 |